# Большая Нюню
Большая Нюню — река в России, протекает в Бардымском районе Пермского края. Устье реки находится в 65 км по правому берегу реки Тулва. Длина реки составляет 20 км.
Река берёт начало в лесах в южной части Тулвинской возвышенности в 10 км к востоку от райцентра, села Барда. От истока течёт на юго-восток, затем поворачивает на юг и юго-запад. Протекает деревни Батырбай и Сюзянь. Впадает в Тулву напротив села Султанай.

## Притоки (км от устья)
- река Сазелга (лв)
- река Кызылъяр (лв)
- река Сюзан (пр)
- 7,2 км: река Брюзля (лв)
- 9,1 км: река Утяй (пр)
- река Батырбай (лв)

## Данные водного реестра
По данным государственного водного реестра России относится к Камскому бассейновому округу, водохозяйственный участок реки — Кама от Камского гидроузла до Воткинского гидроузла, речной подбассейн реки — бассейны притоков Камы до впадения Белой. Речной бассейн реки — Кама.
По данным геоинформационной системы водохозяйственного районирования территории РФ, подготовленной Федеральным агентством водных ресурсов:
- Код водного объекта в государственном водном реестре — 10010101012111100014714
- Код по гидрологической изученности (ГИ) — 111101471
- Код бассейна — 10.01.01.010
- Номер тома по ГИ — 11
- Выпуск по ГИ — 1